# Hyposoter tibialis
Hyposoter tibialis är en stekelart som först beskrevs av Hedwig 1938.  Hyposoter tibialis ingår i släktet Hyposoter och familjen brokparasitsteklar. Inga underarter finns listade i Catalogue of Life.